# Giappone all'ABU TV Song Festival
Il Giappone ha preso parte a tutte le edizioni dell'ABU TV Song Festival. Ha organizzato la manifestazione nel 2019.

## Partecipazioni
| Anno | Artista                       | Lingua              | Titolo                                     |
| ---- | ----------------------------- | ------------------- | ------------------------------------------ |
| 2012 | Perfume                       | Giapponese, Inglese | Spring of Life                             |
| 2013 | May'n                         | Giapponese          | ViViD                                      |
| 2014 | Sekai no Owari (世界の終わり) | Giapponese          | Dragon Night                               |
| 2015 | Scandal                       | Giapponese          | Sisters                                    |
| 2016 | Kyary Pamyu Pamyu             | Giapponese          | Fashion Monster & Sai & Co                 |
| 2017 | LiSA                          | Giapponese          | Catch The Moment                           |
| 2018 | Eir Aoi                       | Giapponese          | Ignite                                     |
| 2019 | Hey! Say! JUMP                | Giapponese          | Fanfāre! Come On A My House Uewomuitearukō |
| 2020 | Hatsune Miku                  | Giapponese          | Hand In Hand                               |

## Città ospitanti
| Anno | Città          | Luogo    | Presentatori |
| ---- | -------------- | -------- | ------------ |
| 2019 | Shibuya, Tokyo | NHK Hall | -            |